# جوزيف إل. هيرلي
جوزيف إل. هيرلي هو قاضي ومحامي وسياسي أمريكي، ولد في 20 أبريل 1898 في فول ريفر في الولايات المتحدة، وتوفي بنفس المكان في 29 أبريل 1956. نشط حزبياً في الحزب الديمقراطي. وقد انتخب نائب حاكم ماساتشوستس ‏ (3 يناير 1935 – 7 يناير 1937) وانتخب عضو مجلس نواب ماساتشوستس ‏.